# Nicolas Scianimanico
Nicolas Scianimanico (Foix, 24 de mayo de 1992) es un deportista francés que compitió en piragüismo en la modalidad de eslalon.
Ganó una medalla de oro en el Campeonato Mundial de Piragüismo en Eslalon de 2017 y dos medallas en el Campeonato Europeo de Piragüismo en Eslalon, en los años 2017 y 2018.

## Palmarés internacional
| Campeonato Mundial | Campeonato Mundial      | Campeonato Mundial | Campeonato Mundial |
| Año                | Lugar                   | Medalla            | Competición        |
| ------------------ | ----------------------- | ------------------ | ------------------ |
| 2017               | Pau (Francia)           | Medalla de oro     | C2 por equipos     |
| Campeonato Europeo |                         |                    |                    |
| Año                | Lugar                   | Medalla            | Competición        |
| 2017               | Tacen (Eslovenia)       | Medalla de oro     | C2 por equipos     |
| 2018               | Praga (República Checa) | Medalla de bronce  | C2 por equipos     |